# Juruá (rijeka)
Rijeka Juruá (portugalski Rio Juruá; španjolski Río Yuruá) je južna pritoka rijeke Amazone, zapadno od rijeke Purus, koja s njom dijeli dno velike unutarnje Amazonske depresije i ima sve karakteristike Purusa što se tiče zakrivljenosti, tromosti i opće značajke niske, napola poplavljene šumske zemlje kroz koju prolazi. 
Većim dijelom rijeka teče kroz ekoregiju Purus várzea, koja je okružena ekoregijom vlažnih šuma Juruá-Purus. plovna je 1,823 km uzvodno od njezinog utoka u Amazonu. Ukupna dužina rijeke je otprilike 2,400 km, te je jedna od najdužih pritoka Amazone.   